# Burggrafenstein (Havelberg)

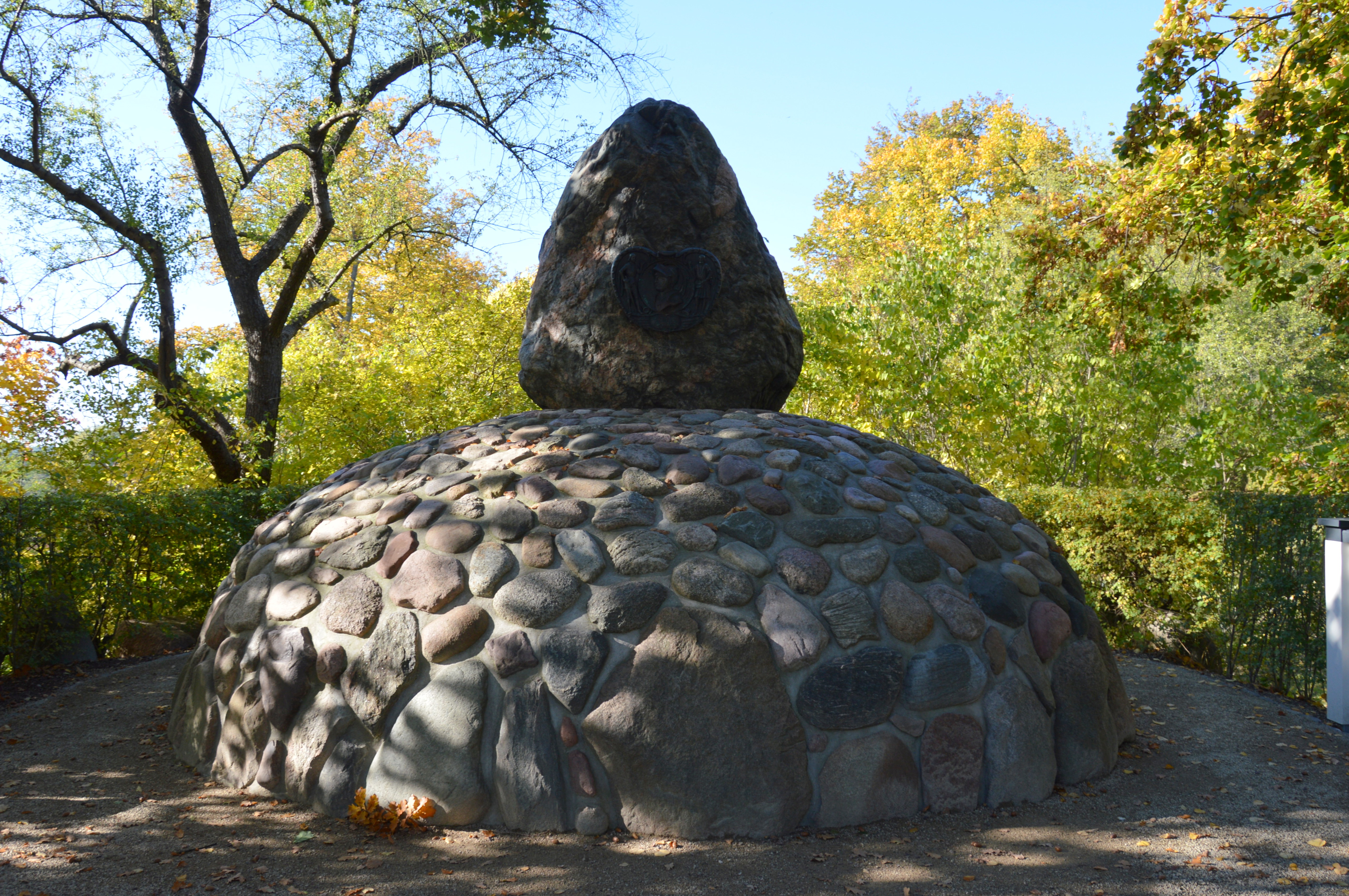
Burggrafenstein

Der Burggrafenstein ist ein Denkmal in Havelberg in Sachsen-Anhalt.

## Lage
Es befindet sich am Krugtorhohlweg im nördlichen Teil der Stadt, westlich des Havelberger Doms. Das Denkmal ist im örtlichen Denkmalverzeichnis unter der Erfassungsnummer 094 98194 als Baudenkmal eingetragen.

## Gestaltung und Geschichte
Das Denkmal erinnert an den Einzug des Burggrafen Friedrich IV. von Hohenzollern im Jahr 1412 in die Mark Brandenburg. Der Gedenkstein wurde am 17. Dezember 1912 anlässlich des 500. Jahrestages errichtet.
Das Denkmal besteht aus einem auf einem Sockel stehenden Findling. Auf der Vorderseite des Findlings befindet sich ein von H. Engelhardt geschaffenes Bronzerelief. Es stellt den Burggrafen dar, der seitlich von einem Ritter und einem städtischen Bürger flankiert wird. Der große gewölbte Sockel wird aus Feldsteinen gebildet.